# Atari Classics Evolved
Atari Classics Evolved est une compilation de jeux vidéo développée par Stainless Games et éditée par Atari SA, sorti en 2007 sur PlayStation Portable.

## Système de jeu
La compilation intègre les jeux suivants :
- Asteroids
- Asteroids Deluxe
- Battlezone
- Centipede
- Lunar Lander
- Millipede
- Missile Command
- Pong
- Super Breakout
- Tempest
- Warlords

## Accueil
- GameSpot : 5/10[1]
- IGN : 7/10[2]